# Championnat du monde de rugby à XV des moins de 21 ans 2005
Navigation
Championnat du monde 2004 Championnat du monde 2006
Le Championnat du monde de rugby à XV des moins de 21 ans 2005 se déroule du 9 au 25 juin à Mendoza en Argentine. Il est remporté par l'Afrique du Sud.

## Déroulement
La compétition se déroule en deux phases.

### Phase de poules
Quatre poules A, B, C et D regroupent trois équipes chacune. Les équipes de la poule A affrontent celles de la poule D, celles de la poule B jouent contre celles de la poule C. Ces matches de poules se déroulent sur trois journées, les 9, 13 et 17 juin 2006. Une victoire donne quatre points au vainqueur. En cas de match nul, les deux adversaires ont deux points chacun. Un bonus d'un point est accordé aux équipes marquant au moins quatre essais, ainsi qu'à celles qui perdent par moins de huit points.

### Phase finale
À l'issue de la première phase, les équipes classées de 1 à 4 se rencontrent en demi-finales. Les vainqueurs jouent la finale tandis que les perdants s'affrontent pour la troisième place.
De la même manière, les équipes classées de 5 à 8 se disputent la cinquième place et celles classées de 9 à 12 se rencontrent pour la neuvième place.

## Participants
Liste des sélections nationales des moins de 21 ans prenant part à la compétition :
- Afrique du Sud
- Angleterre
- Argentine
- Australie
- Canada
- Écosse
- France
- Irlande
- Italie
- Nouvelle-Zélande (T)
- Pays de Galles
- Samoa

## Résultats

### Poules
| Poule A          |
| ---------------- |
| Nouvelle-Zélande |
| Écosse           |
| Argentine        |

| Poule B    |
| ---------- |
| Irlande    |
| Angleterre |
| Italie     |

| Poule C        |
| -------------- |
| Afrique du Sud |
| France         |
| Samoa          |

| Poule D        |
| -------------- |
| Australie      |
| Pays de Galles |
| Canada         |

### Rencontres
- Première journée (9 juin 2005)

Poule A contre Poule D
| Nouvelle-Zélande | 60-15 | Pays de Galles | Liceo RC, Mendoza   |
| Écosse           | 22-28 | Australie      | Chacras RC, Mendoza |
| Argentine        | 65-7  | Canada         | Liceo RC, Mendoza   |

Poule B contre Poule C
| Angleterre | 52-22 | Samoa          | Maristas RC, Mendoza |
| Italie     | 3-83  | Afrique du Sud | Maristas RC, Mendoza |
| Irlande    | 23-31 | France         | Chacras RC, Mendoza  |

- Deuxième journée (13 juin 2005)

Poule A contre Poule D
| Nouvelle-Zélande | 92-7  | Canada         | Liceo RC, Mendoza    |
| Écosse           | 8-24  | Pays de Galles | Maristas RC, Mendoza |
| Argentine        | 20-25 | Australie      | Mendoza RC, Mendoza  |

Poule B contre Poule C
| Angleterre | 16-34 | Afrique du Sud | Liceo RC, Mendoza    |
| Irlande    | 29-21 | Samoa          | Maristas RC, Mendoza |
| Italie     | 40-43 | France         | Liceo RC, Mendoza    |

- Troisième journée (17 juin 2005)

Poule A contre Poule D
| Nouvelle-Zélande | 43-46 | Australie      | Chacras RC, Mendoza |
| Écosse           | 52-20 | Canada         | Liceo RC, Mendoza   |
| Argentine        | 36-31 | Pays de Galles | Chacras RC, Mendoza |

Poule B contre Poule C
| Angleterre | 27-37 | France         | Mendoza RC, Mendoza |
| Italie     | 20-23 | Samoa          | Mendoza RC, Mendoza |
| Irlande    | 25-42 | Afrique du Sud | Liceo RC, Mendoza   |

### Classement après la première phase
| Rang | Équipe           | J | V | N | D | Pp  | Pc  | Δ    | B | Pts |
| ---- | ---------------- | - | - | - | - | --- | --- | ---- | - | --- |
| 1    | Afrique du Sud   | 3 | 3 | 0 | 0 | 159 | 44  | +115 | 3 | 15  |
| 2    | France           | 3 | 3 | 0 | 0 | 111 | 90  | +21  | 2 | 14  |
| 3    | Australie        | 3 | 3 | 0 | 0 | 99  | 85  | +14  | 2 | 14  |
| 4    | Nouvelle-Zélande | 3 | 2 | 0 | 1 | 195 | 68  | +127 | 4 | 12  |
| 5    | Argentine        | 3 | 2 | 0 | 1 | 121 | 63  | +58  | 3 | 11  |
| 6    | pays de Galles   | 3 | 1 | 0 | 2 | 70  | 104 | -34  | 3 | 7   |
| 7    | Écosse           | 3 | 1 | 0 | 2 | 82  | 72  | +10  | 2 | 6   |
| 8    | Angleterre       | 3 | 1 | 0 | 2 | 95  | 93  | +2   | 2 | 6   |
| 9    | Irlande          | 3 | 1 | 0 | 2 | 77  | 94  | -17  | 1 | 5   |
| 10   | Samoa            | 3 | 1 | 0 | 2 | 66  | 101 | -35  | 0 | 4   |
| 11   | Italie           | 3 | 0 | 0 | 3 | 63  | 149 | -86  | 3 | 3   |
| 12   | Canada           | 3 | 0 | 0 | 3 | 34  | 209 | -175 | 0 | 0   |

- En plus d'avoir le plus de points de classement, l'Afrique du Sud possède la meilleure défense. La Nouvelle-Zélande, seulement quatrième, a les meilleurs attaque et différence de points.

## Phase finale
Demi-finales (21 juin 2005)
- Pour la 9e place

| Irlande | 77-3  | Canada | Chacras RC, Mendoza |
| Samoa   | 38-25 | Italie | Chacras RC, Mendoza |

- Pour la 5e place

| Argentine      | 20-6  | Angleterre | Mendoza RC, Mendoza |
| pays de Galles | 25-43 | Écosse     | Mendoza RC, Mendoza |

- Pour la 1re place

| Afrique du Sud | 16-12 | Nouvelle-Zélande | Liceo RC, Mendoza |
| France         | 16-28 | Australie        | Liceo RC, Mendoza |

Finales (25 juin 2005)
- Pour la 11e place

| Italie | 30-33 | Canada | Chacras RC, Mendoza |

- Pour la 9e place

| Irlande | 34-17 | Samoa | Maristas RC, Mendoza |

- Pour la 7e place

| pays de Galles | 32-57 | Angleterre | Liceo RC, Mendoza |

- Pour la 5e place

| Argentine | 39-7 | Écosse | Mendoza RC, Mendoza |

- Pour la 3e place

| France | 21-47 | Nouvelle-Zélande | Malvinas Argentinas, Mendoza |

- Pour la 1re place

| Afrique du Sud | 24-20 | Australie | Malvinas Argentinas, Mendoza |

### Finale
La finale de la compétition a lieu le 25 juin 2005 au Stade Malvinas-Argentinas, à Mendoza. Elle voit l'Afrique du Sud s'imposer face à l'Australie sur le score de 24 à 20.
| Finale Samedi 25 juin 2005 | Afrique du Sud -21 | 14 - 6 (24 - 20) | Australie -21 | Stade Malvinas-Argentinas, Mendoza Arbitre : Christophe Berdos |
| Finale Samedi 25 juin 2005 | Essai(s) : 3 Kuun (25e), Mixoli (40e), Pienaar (53e) Transformation(s) : 3 Steyn (25e, 40e), 1 Pienaar (53e) Pénalité(s) : 1 Pienaar (63e) |                  | Essai(s) : 2 Veratau (47e), Robinson (78e) Transformation(s) : 2 Shepherd (47e, 78e) Pénalité(s) : 2 Shepherd (28e, 43e) | Stade Malvinas-Argentinas, Mendoza Arbitre : Christophe Berdos |
| Finale Samedi 25 juin 2005 | |                  | | Stade Malvinas-Argentinas, Mendoza Arbitre : Christophe Berdos |

## Bilan statistique
| Rang | Équipe           | J | V | N | D | Pp  | Pc   | Δ    |
| ---- | ---------------- | - | - | - | - | --- | ---- | ---- |
| 1    | Afrique du Sud   | 5 | 5 | 0 | 0 | 199 | -76  | +123 |
| 2    | Australie        | 5 | 4 | 0 | 1 | 147 | -125 | +22  |
| 3    | Nouvelle-Zélande | 5 | 4 | 0 | 1 | 254 | -105 | +149 |
| 4    | France           | 5 | 3 | 0 | 2 | 148 | -165 | -17  |
| 5    | Argentine        | 5 | 4 | 0 | 1 | 180 | -76  | +104 |
| 6    | Écosse           | 5 | 2 | 0 | 3 | 132 | -136 | -4   |
| 7    | Angleterre       | 5 | 2 | 0 | 3 | 158 | -145 | +13  |
| 8    | pays de Galles   | 5 | 1 | 0 | 4 | 127 | -204 | -77  |
| 9    | Irlande          | 5 | 3 | 0 | 2 | 188 | -114 | +74  |
| 10   | Samoa            | 5 | 2 | 0 | 3 | 121 | -160 | -39  |
| 11   | Canada           | 5 | 1 | 0 | 4 | 70  | -316 | -246 |
| 12   | Italie           | 5 | 0 | 0 | 5 | 118 | -220 | -102 |

## Classement final
1. Afrique du Sud
2. Australie
3. Nouvelle-Zélande (T)
4. France
5. Argentine
6. Écosse
7. Angleterre
8. pays de Galles
9. Irlande
10. Samoa
11. Canada
12. Italie